# Encentrum asellicola
Encentrum asellicola är en hjuldjursart som först beskrevs av Bartoš 1947.  Encentrum asellicola ingår i släktet Encentrum och familjen Dicranophoridae. Inga underarter finns listade i Catalogue of Life.